# Pic del Port Vell
El Pic del Port Vell és una muntanya de 2.652,9 metres d'altitud del terme municipal d'Alins, a la comarca del Pallars Sobirà, al límit amb la parròquia de la Massana, d'Andorra.
És a llevant del poble de Tor, a la dreta, nord, de la naixença del Barranc de Port Negre pel vessant pallarès i al damunt, ponent, de la naixença del Riu de Comallémpia per l'andorrà. Es troba al nord del Pic de Port Negre i del Port Negre de Pallars.